# Rádio-relógio

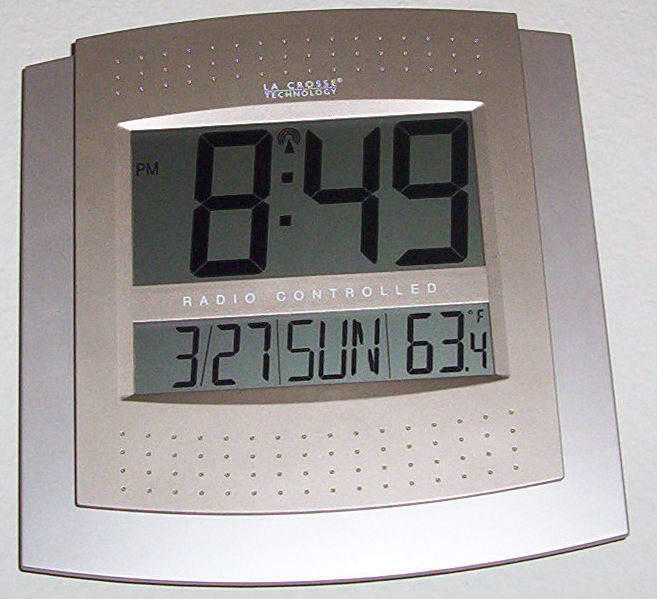
Um moderno relógio LF controlado por rádio

Um rádio-relógio, e muitas vezes coloquialmente (e incorretamente) referido como um "relógio atômico", é um tipo de relógio de quartzo que é automaticamente sincronizado com um código de tempo transmitido por um transmissor de rádio conectado a um padrão de tempo, como um relógio atômico. Um tal relógio pode ser sincronizado com a hora enviada por um único transmissor, tal como muitos transmissores de hora nacionais ou regionais, ou pode utilizar os múltiplos transmissores utilizados por sistemas de navegação por satélite, tais como o Sistema de Posicionamento Global. 
Um estilo comum de relógio controlado por rádio usa sinais de tempo transmitidos por transmissores de rádio terrestres de ondas longas dedicados, que emitem um código de tempo que pode ser demodulado e exibido pelo relógio controlado por rádio, que conterá um oscilador de base de tempo preciso para manter a cronometragem se o sinal de rádio estiver momentaneamente indisponível. Outros relógios controlados por rádio usam os sinais horários transmitidos por transmissores dedicados nas bandas de ondas curtas. Sistemas que usam estações de sinal de tempo dedicadas podem atingir precisão de algumas dezenas de milissegundos. Os relógios de rádio sincronizados com um sinal de tempo terrestre geralmente podem atingir uma precisão de um centésimo de segundo em relação ao padrão de tempo, geralmente limitado por incertezas e variabilidade na propagação de rádio.
Outros serviços de transmissão podem incluir informações de cronometragem de precisão variável em seus sinais. Relógios com suporte para rádio Bluetooth, desde relógios com controle básico de funcionalidade por meio de um aplicativo móvel até smartwatches completos obtêm informações de hora de um telefone conectado, sem necessidade de receber transmissões de sinal de hora.